# Ngorchen Künga Sangpo
Ngorchen Künga Sangpo (tib. ngor chen kun dga’ bzang po; geb. 1382; gest. 1456) war eine bedeutende Persönlichkeit des tibetischen Buddhismus aus einem der drei tantrischen Zweige der Sakya-Schule. Im Jahr 1429 gründete er das Ngor-Kloster. Er ist der 1. Thronhalter von Ngor Evam Chöden.